# Giacomo Ciamician
Giacomo Luigi Ciamician, född 25 augusti 1857 i Trieste i Österrike-Ungern, död 2 januari 1922 i Bologna i Italien, var en italiensk kemist.
Ciamician studerade vid italienska och tyska universitet, blev professor 1885 i Padua och 1889 i Bologna. Han utförde värdefulla arbeten om pyrrol och indol och deras derivat samt framträdde som föregångsman inom den organiska fotokemin. Flertalet av hans värdefulla, visserligen mest kvalitativa försök på detta område publicerades (tillsammans med Paul Silber) i Accademia dei Linceis skrifter. Han invaldes som utländsk ledamot av svenska Vetenskapsakademien 1911 och som korresponderande ledamot av vetenskapsakademien i Göttingen 1901, av preussiska vetenskapsakademien 1909, av bayerska vetenskapsakademien 1910 och av ryska vetenskapsakademien 1912.